# Отвердевание
Отвердевание (или затвердевание, замерзание) — это фазовый переход, при котором жидкость превращается в твёрдое вещество, когда её температура опускается ниже точки замерзания. В соответствии с международно установленным определением, замораживание означает изменение фазы затвердевания жидкости или содержание жидкости в веществе, обычно вследствие охлаждения.
Хотя некоторые авторы дифференцируют отвердевание от замерзания как процесс, при котором жидкость превращается в твердое вещество при повышении давления, оба термина используются взаимозаменяемо.
Для большинства веществ температуры плавления и замерзания одинаковы; однако некоторые вещества имеют разные температуры перехода из твердого тела в жидкость. Например, агар показывает гистерезис в точке плавления и замерзания. Тает при 85 °C и затвердевает в диапазоне температур от 32 °С до 40 °C.

## Кристаллизация
Большинство жидкостей замерзают путем кристаллизации, образования кристаллического твердого вещества из однородной жидкости. Это термодинамический фазовый переход первого рода, который означает, что пока сосуществуют твердое тело и жидкость, температура всей системы остается почти равной температуре плавления из-за медленного отвода тепла при контакте с воздухом, который является плохим проводником тепла. Из-за скрытой теплоты плавления замораживание значительно замедляется, и температура не будет больше падать, как только начинается замораживание, но будет продолжать падать, когда закончится. Кристаллизация состоит из двух основных событий, зарождения и роста кристаллов. Нуклеация — это этап, на котором молекулы начинают собираться в кластеры в нанометровом масштабе, располагаясь определённым и периодическим образом, который определяет кристаллическую структуру. Рост кристаллов — это последующий рост ядер, которым удается достичь критического размера кластера.

## Переохлаждение
Несмотря на второй закон термодинамики, кристаллизация чистых жидкостей обычно начинается при более низкой температуре, чем температура плавления, из-за высокой энергии активации гомогенного зародышеобразования. Создание ядра подразумевает формирование границы раздела на границах новой фазы. Некоторая энергия расходуется на формирование этой границы раздела, основываясь на поверхностной энергии каждой фазы. Если гипотетическое ядро слишком мало, энергии, выделяющейся при формировании его объёма, недостаточно для создания его поверхности, и зародышеобразование не происходит. Замораживание не начинается до тех пор, пока температура не станет достаточно низкой, чтобы обеспечить достаточно энергии для образования стабильных ядер-зародышей. При наличии неровностей на поверхности вмещающего сосуда, твердых или газообразных примесей, предварительно сформированных твердых кристаллов или других зародышеобразователей может происходить гетерогенное зародышеобразование, при котором некоторая энергия высвобождается при частичном разрушении предыдущего интерфейса, повышая точку переохлаждения близкой или равной точке плавления. Температура плавления воды при 1 атмосфере давления очень близка к 0 °C (273,15 К) и в присутствии зародышеобразующих веществ температура замерзания воды близка к температуре плавления, но при отсутствии зародышеобразователей вода может переохлаждаться до −40 °C (233 К) до замораживания. При высоком давлении (2000 атмосфер) вода переохладится до −70 °C (203 К) до замораживания.

## Экзотермичность
Замораживание почти всегда является экзотермическим процессом, а это означает, что при превращении жидкости в твердое вещество выделяются тепло и давление. Это, возможно, покажется нелогичным, поскольку температура материала не повышается во время замерзания, за исключением случаев, когда жидкость переохлаждена. Но это можно понять следующим образом: тепло должно непрерывно отводиться от замерзшей жидкости, иначе процесс замораживания остановится. Энергия, выделяющаяся при замораживании, представляет собой скрытую теплоту и известна как энтальпия плавления, и она в точности равна энергии, необходимой для плавления того же количества твердого вещества.
Низкотемпературный гелий является единственным известным исключением из общего правила. Гелий-3 имеет отрицательную энтальпию плавления при температурах ниже 0,3 К. Гелий-4 также имеет слегка отрицательную энтальпию плавления ниже 0,8 К. Это означает, что при соответствующих постоянных давлениях к этим веществам необходимо добавлять тепло чтобы заморозить их.

## Витрификация
Некоторые материалы, такие как стекло и глицерин, могут затвердевать без кристаллизации; они называются аморфными твердыми веществами. Аморфные материалы, как и некоторые полимеры, не имеют точки замерзания, поскольку при любой конкретной температуре не происходит резкого изменения фазы. Вместо этого происходит постепенное изменение их вязкоупругих свойств в некотором диапазоне температур. Такие материалы характеризуются переходом стеклования, который происходит при температуре стеклования, которая может быть приблизительно определена как точка «колена» графика зависимости плотности материала от температуры. Поскольку стеклование является неравновесным процессом, его нельзя квалифицировать как замораживание, которое требует равновесия между кристаллическим и жидким состояниями.

## Расширение
Некоторые вещества, такие как вода и висмут, расширяются при замерзании.

## Замораживание живых организмов
Многие живые организмы способны переносить длительные периоды времени при температуре ниже точки замерзания воды. Большинство живых организмов накапливают криопротекторы, такие как антинуклеирующиеся белки, полиолы и глюкозу, чтобы защитить себя от мороза, от острых кристаллов льда. В частности, большинство растений могут безопасно достигать температуры от −4 °С до −12 °С. Некоторые бактерии, в частности Pseudomonas syringae, продуцируют специализированные белки, которые служат мощными зародышами льда, которые они используют для форсирования образования льда на поверхности различных фруктов и растений примерно при −2 °С. Замораживание вызывает повреждения эпителия и делает питательные вещества в тканях нижележащего растения доступными для бактерий.

### Бактерии
Как сообщается, три вида бактерий, выживают после тысячелетней заморозки во льду: Carnobacterium pleistocenium, а также Chryseobacterium greenlandensis и Herminiimonas glaciei.

### Растения
Многие растения подвергаются процессу, называемому закаливанием, что позволяет им выживать при температуре ниже 0 °C в течение от недель до месяцев.

### Животные
Нематода Haemonchus contortus может выжить в течение 44 недель в замороженном состоянии при температуре жидкого азота. Нематоды Trichostrongylus colubriformis и Panagrolaimus davidi также выдерживают температуру ниже 0˚C. Многие виды рептилий и амфибий выживают при замерзании. Смотрите криобиологию для полного обсуждения.
Человеческие гаметы и 2-, 4- и 8-клеточные эмбрионы могут выживать при замерзании и жизнеспособны до 10 лет. Это свойство используется в криоконсервации.
Экспериментальные попытки заморозить людей для последующего возрождения исследуются в рамках науки крионики.

## Сохранение продуктов питания
Замораживание является распространенным методом сохранения пищевых продуктов, который замедляет как разложение пищи, так и рост микроорганизмов. Помимо влияния более низких температур на скорость реакции, замораживание делает воду менее доступной для роста бактерий.